# Oeneis polixenes
Oeneis polixenes är en fjärilsart som beskrevs av Fabricius 1775. Oeneis polixenes ingår i släktet Oeneis och familjen praktfjärilar. Inga underarter finns listade i Catalogue of Life.